# صوفي رادفورد دي ميسنر
صوفي رادفورد دي ميسنر (بالإنجليزية: Sophie Radford de Meissner)‏ (17 نوفمبر 1854، موريستاون في الولايات المتحدة - 17 أبريل 1957، واشنطن العاصمة في الولايات المتحدة)؛ روائية أمريكية.